# 眶嵴虎鯊
眶崤虎鯊（學名：Heterodontus galeatus）是虎鯊屬下的一個物種，又名眶嵴異齒鯊，由英國動物學家阿爾伯特·岡瑟 (Albert Günther) 在1870年大英博物館魚類目錄第八卷中最初描述為Cestracion galeatus，「galeatus」指的是鯊魚眼睛上方突出的脊。隨後的作者將這個物種移至 Gyropleurodus屬和Molochophrys屬，然後將其歸入Heterodontus。生活於近澳大利亞太平洋西的大陸棚，由水面至水深90米處。本魚體延長，頭又短又寬，有一個鈍的、像豬一樣的鼻子，眼睛位於頭部較高位置，沒有瞬膜，眼睛上方的眶上脊比該科的任何其他種類都要大，鼻孔被到達口腔的長皮瓣分成流入開口和流出開口，嘴幾乎位於吻部的尖端，頜前部的牙齒小而尖，有一個中央牙尖和兩個側牙尖，而頜後部的牙齒則寬且呈臼齒狀，嘴角的深深皺紋延伸到雙顎。胸鰭大且圓形，而腹鰭和臀鰭較小且更有棱角。第一背鰭高度適中，頂端呈圓形至角形，前緣有粗壯的棘，起源於胸鰭後方。第二個背鰭與第一個背鰭相似，幾乎一樣大，尾鰭寬闊，在上葉尖端附近有一個堅固的腹側切跡。體色淺棕褐色，體側有五個棕色到黑色、邊緣擴散的馬鞍斑，頭頂頂峰之間和每隻眼睛下方都有黑色標記。牠們可生長達1.5米。
眶崤虎鯊在深海底及淺海底鯊魚中是一般普遍，出沒於近岸至約90米水深處。牠們主要以鮑魚為食，亦有吃甲殼亞門、軟體動物及細小魚類。牠們都是卵生的，卵是螺旋凸緣的及有長的卷鬚。幼鯊出生時約有22厘米長。
眶崤虎鯊身上有黑色闊線或鞍型斑紋，頭上有冠。